# Этельред Истрийский
Этельред Истрийский (Этельред Кентский; англ. Æthelred; убит между 640 и 670) — раннехристианский мученик, святой Римско-католической церкви. Брат мученика Этельберта Истрийского. Память 17 октября (по григорианскому календарю).

## Биография
Святой Этельред был сыном Эрменреда и правнуком святого Этельберта Кентского. Между 640 и 670 годами был зверски убит вместе со своим братом Этельбертом канцлером короля Эгберта Кентского Тунором, в местечке Истри, что неподалёку от города Сэндвича. Причина убийства — страх только вступившего на престол Эгберта о притязаниях братьев на корону.